# Eliteserien 2016-2017 (pallavolo femminile)
La Eliteserien 2016-2017 si è svolta dal 25 settembre 2016 al 30 aprile 2017: al torneo hanno partecipato otto squadre di club norvegesi e la vittoria finale è andata per la seconda volta consecutiva al Randaberg Volleyball.

## Regolamento

### Formula
Le squadre hanno disputato un girone all'italiana, con gare di andata e ritorno; al termine della regular season, le squadre hanno acceduto ai play-off scudetto, strutturati in quarti di finale, giocati con una fase a girone e a cui hanno preso parte solo le formazioni classificate dal terzo all'ottavo posto in regular season, semifinali, a cui hanno presto parte le prime due classificate in regular season e la prima classificata di ogni girone nei quarti di finale dei play-off scudetto, e finale, entrambe giocate al meglio di due vittorie su tre gare.

### Criteri di classifica
Se il risultato finale è stato di 3-0 o 3-1 sono stati assegnati 3 punti alla squadra vincente e 0 a quella sconfitta, se il risultato finale è stato di 3-2 sono stati assegnati 2 punti alla squadra vincente e 1 a quella sconfitta.
L'ordine del posizionamento in classifica è stato definito in base a:
- Punti;
- Numero di partite vinte;
- Ratio dei set vinti/persi;
- Ratio dei punti realizzati/subiti.

## Squadre partecipanti
| Club             | Città     | Palazzetto                | Stagione precedente          |
| ---------------- | --------- | ------------------------- | ---------------------------- |
| Viking           | Bergen    | Stemmemyren Bergen        | 4ª in Eliteserien            |
| Førde            | Førde     | Førdehuset Førde          | 7ª in Eliteserien            |
| Koll             | Oslo      | Kringsjåhallen Oslo       | 6ª in Eliteserien            |
| OSI              | Oslo      | Domus Athletica Oslo      | 1ª in 1. divisjon (girone 1) |
| Oslo             | Oslo      | Nydalen Oslo              | 2ª in Eliteserien            |
| Randaberg        | Randaberg | Randaberghallen Randaberg | Campione di Norvegia         |
| ToppVolley Norge | Suldal    | Suldalshallen Suldal      | 3ª in Eliteserien            |
| Tønsberg         | Tønsberg  | Slagenhallen Tønsberg     | 5ª in Eliteserien            |

## Torneo

### Regular season

#### Risultati
| Partite |                    |     |                                   |
|         |                    |     |                                   |
| 25-09   | Suldal-Bergen      | 3-2 | 25-20, 21-25, 21-25, 25-23, 15-8  |
| 01-10   | O. Oslo-Førde      | 2-3 | 25-22, 21-25, 25-21, 25-27, 10-15 |
| 01-10   | Randaberg-Bergen   | 3-1 | 21-25, 25-14, 25-16, 25-23        |
| 01-10   | V. Oslo-Tønsberg   | 3-0 | 25-11, 25-5, 25-12                |
| 02-10   | Koll-Førde         | 1-3 | 18-25, 25-21, 18-25, 18-25        |
| 08-10   | Bergen-Tønsberg    | 3-0 | 25-11, 25-18, 25-16               |
| 08-10   | Suldal-V. Oslo     | 0-3 | 16-25, 20-25, 20-25               |
| 08-10   | Koll-O. Oslo       | 3-0 | 25-21, 25-13, 25-14               |
| 09-10   | Førde-Tønsberg     | 3-0 | 25-9, 25-18, 25-15                |
| 09-10   | Randaberg-V. Oslo  | 3-1 | 25-23, 25-21, 14-25, 25-22        |
| 16-10   | Koll-V. Oslo       | 0-3 | 18-25, 19-25, 17-25               |
| 22-10   | Suldal-Koll        | 3-0 | 25-20, 25-19, 25-19               |
| 22-10   | Tønsberg-Førde     | 0-3 | 20-25, 19-25, 23-25               |
| 23-10   | Randaberg-Koll     | 3-1 | 27-25, 19-25, 25-18, 25-16        |
| 23-10   | V. Oslo-Førde      | 3-1 | 25-15, 25-22, 24-26, 25-19        |
| 05-11   | Førde-Randaberg    | 2-3 | 25-19, 25-19, 22-25, 21-25, 12-15 |
| 05-11   | O. Oslo-Suldal     | 0-3 | 23-25, 20-25, 22-25               |
| 06-11   | Koll-Suldal        | 1-3 | 25-20, 26-28, 22-25, 21-25        |
| 06-11   | Bergen-Randaberg   | 0-3 | 13-25, 19-25, 21-25               |
| 09-11   | Tønsberg-O. Oslo   | 0-3 | 14-25, 21-25, 21-25               |
| 17-12   | O. Oslo-V. Oslo    | 0-3 | 17-25, 10-25, 10-25               |
| 17-12   | Førde-Suldal       | 3-0 | 25-20, 25-23, 25-19               |
| 17-12   | Randaberg-Bergen   | 3-1 | 25-20, 23-25, 25-16, 25-21        |
| 17-12   | Tønsberg-Koll      | 3-2 | 20-25, 25-17, 21-25, 25-23, 16-14 |
| 07-01   | Suldal-Tønsberg    | 3-0 | 25-19, 25-23, 25-17               |
| 07-01   | Førde-O. Oslo      | 3-0 | 25-12, 25-18, 25-15               |
| 07-01   | V. Oslo-Koll       | 3-0 | 25-18, 25-18, 25-21               |
| 08-01   | Randaberg-Tønsberg | 3-0 | 25-11, 25-23, 25-12               |

| Partite |                    |     |                                   |
|         |                    |     |                                   |
| 08-01   | Bergen-O. Oslo     | 3-1 | 25-18, 24-26, 25-19, 25-23        |
| 25-01   | Tønsberg-V. Oslo   | 0-3 | 18-25, 23-25, 13-25               |
| 28-01   | Koll-Randaberg     | 2-3 | 25-23, 17-25, 17-25, 25-23, 3-15  |
| 29-01   | O. Oslo-Randaberg  | 1-3 | 15-25, 25-21, 17-25, 18-25        |
| 01-02   | Suldal-Randaberg   | 3-1 | 25-18, 25-16, 20-25, 25-16        |
| 04-02   | O. Oslo-Bergen     | 1-3 | 25-19, 19-25, 15-25, 26-28        |
| 04-02   | Randaberg-Førde    | 3-1 | 25-15, 26-24, 21-25, 27-25        |
| 05-02   | Suldal-Førde       | 3-0 | 25-16, 25-22, 28-26               |
| 05-02   | Koll-Bergen        | 2-3 | 22-25, 20-25, 27-25, 25-17, 12-15 |
| 11-02   | Koll-Tønsberg      | 3-0 | 25-18, 25-15, 25-19               |
| 11-02   | Førde-V. Oslo      | 3-0 | 28-26, 25-18, 25-18               |
| 11-02   | Randaberg-O. Oslo  | 3-0 | 25-8, 25-23, 25-18                |
| 12-02   | Suldal-O. Oslo     | 3-0 | 25-18, 25-23, 25-10               |
| 12-02   | Bergen-V. Oslo     | 3-0 | 25-22, 25-14, 25-20               |
| 18-02   | O. Oslo-Koll       | 0-3 | 21-25, 26-28, 23-25               |
| 18-02   | V. Oslo-Suldal     | 3-0 | 25-18, 25-23, 25-18               |
| 18-02   | Tønsberg-Bergen    | 0-3 | 16-25, 14-25, 25-27               |
| 19-02   | Tønsberg-Suldal    | 0-3 | 14-25, 12-25, 19-25               |
| 19-02   | V. Oslo-Bergen     | 2-3 | 30-32, 25-17, 25-12, 22-25, 17-19 |
| 03-03   | V. Oslo-O. Oslo    | 3-0 | 25-21, 25-14, 25-7                |
| 04-03   | Bergen-Førde       | 1-3 | 25-16, 23-25, 19-25, 23-25        |
| 04-03   | V. Oslo-Randaberg  | 3-1 | 17-25, 25-15, 25-20, 25-17        |
| 05-03   | Tønsberg-Randaberg | 1-3 | 25-23, 16-25, 13-25, 8-25         |
| 11-03   | O. Oslo-Tønsberg   | 3-0 | 25-20, 25-22, 25-11               |
| 11-03   | Bergen-Koll        | 0-3 | 20-25, 15-25, 21-25               |
| 11-03   | Førde-Suldal       | 2-3 | 25-16, 22-25, 18-25, 25-21, 9-15  |
| 12-03   | Førde-Koll         | 3-2 | 19-25, 25-21, 25-18, 22-25, 15-10 |
| 12-03   | Bergen-Suldal      | 1-3 | 21-25, 25-19, 18-25, 15-25        |

#### Classifica
| Pos. | Squadra          | Pt | G  | V  | P  | SV | SP | Ratio | PF    | PS    | Ratio |
| ---- | ---------------- | -- | -- | -- | -- | -- | -- | ----- | ----- | ----- | ----- |
| 1.   | Randaberg        | 34 | 14 | 12 | 2  | 38 | 17 | 2.235 | 1 263 | 1 088 | 1.160 |
| 2.   | ToppVolley Norge | 31 | 14 | 11 | 3  | 34 | 16 | 2.125 | 1 146 | 1 038 | 1.104 |
| 3.   | Oslo             | 31 | 14 | 10 | 4  | 33 | 14 | 2.357 | 1 119 | 893   | 1.253 |
| 4.   | Førde            | 27 | 14 | 9  | 5  | 33 | 21 | 1.571 | 1 220 | 1 128 | 1.081 |
| 5.   | Viking           | 20 | 14 | 7  | 7  | 26 | 27 | 0.962 | 1 154 | 1 165 | 0.990 |
| 6.   | Koll             | 16 | 14 | 4  | 10 | 23 | 30 | 0.766 | 1 125 | 1 172 | 0.959 |
| 7.   | OSI              | 7  | 14 | 2  | 12 | 11 | 36 | 0.305 | 909   | 1 114 | 0.815 |
| 8.   | Tønsberg         | 2  | 14 | 1  | 13 | 4  | 41 | 0.097 | 766   | 1 104 | 0.693 |

| Qualificata ai play-off scudetto |

### Play-off scudetto

#### Tabellone
|  | Semifinali | Semifinali       | Semifinali       | Semifinali | Semifinali |  |  | Finale | Finale    | Finale | Finale | Finale |  |
|  |            |                  |                  |            |            |  |  |        |           |        |        |        |  |
|  | 1          | Randaberg        | 3                | 2          | 3          |  |  |        |           |        |        |        |  |
|  | 4          | Førde            | 1                | 3          | 0          |  |  | 1      | Randaberg | 1      | 3      | 3      |  |
|  | 2          | ToppVolley Norge | ToppVolley Norge | 3          | 3          |  |  | 3      | Oslo      | 3      | 1      | 0      |  |
|  | 3          | Oslo             | Oslo             | 0          | 0          |  |  |        |           |        |        |        |  |

#### Risultati
| Quarti di finale - Girone A |                 |     |                                  |
|                             |                 |     |                                  |
| 23-03                       | Koll-O. Oslo    | 3-2 | 23-25, 19-25, 25-19, 25-18, 15-4 |
| 24-03                       | V. Oslo-O. Oslo | 3-0 | 25-6, 25-18, 25-16               |
| 25-03                       | V. Oslo-Koll    | 3-1 | 24-26, 25-21, 25-20, 25-22       |

| 1 | V. Oslo | 6 |
| 2 | Koll    | 2 |
| 3 | O. Oslo | 1 |

| Quarti di finale - Girone B |                 |     |                                  |
|                             |                 |     |                                  |
| 24-03                       | Førde-Tønsberg  | 3-0 | 30-28, 25-21, 25-17              |
| 25-03                       | Bergen-Tønsberg | 3-0 | 25-10, 25-9, 25-20               |
| 26-03                       | Førde-Bergen    | 3-2 | 23-25, 25-19, 23-25, 25-23, 15-8 |

| 1 | Førde    | 5 |
| 2 | Bergen   | 4 |
| 3 | Tønsberg | 0 |

| Semifinali |                 |     |                            |
|            |                 |     |                            |
| 01-04      | V. Oslo-Suldal  | 3-0 | 26-24, 25-14, 25-16        |
| 02-04      | Førde-Randaberg | 1-3 | 25-23, 23-25, 10-25, 16-25 |

| 08-04 | Suldal-V. Oslo  | 0-3 | 24-26, 15-25, 23-25               |
| 08-04 | Randaberg-Førde | 2-3 | 25-18, 17-25, 25-22, 14-25, 16-18 |

| 09-04 | Randaberg-Førde | 3-0 | 25-19, 25-16, 25-18 |

| Finale |                   |     |                            |
|        |                   |     |                            |
| 22-04  | V. Oslo-Randaberg | 3-1 | 25-23, 23-25, 25-14, 27-25 |
| 29-05  | Randaberg-V. Oslo | 3-1 | 18-25, 25-19, 27-25, 25-23 |
| 30-05  | Randaberg-V. Oslo | 3-0 | 25-20, 25-12, 25-20        |

## Verdetti
| Squadra   | Qualificazione        |
| --------- | --------------------- |
| Randaberg | Challenge Cup 2017-18 |

## Statistiche
| Rendimento individuale | Rendimento individuale | Rendimento individuale | Rendimento individuale |
| Pos.                   | Nome                   | Punti                  | Squadra                |
| ---------------------- | ---------------------- | ---------------------- | ---------------------- |
| 1                      | Synne Kolsvik          | 212                    | Koll                   |
| 2                      | Hilde Elvebakk         | 202                    | Førde                  |
| 3                      | Susann Bech            | 169                    | Oslo                   |
| 4                      | Mathilde Bratlie       | 160                    | Koll                   |
| 5                      | Henriette Andersen     | 151                    | Randaberg              |
| 6                      | Karoline Fauske        | 150                    | Førde                  |
| 6                      | Kirstine Garder        | 150                    | ToppVolley Norge       |
| 8                      | Ingrid Lunde           | 148                    | Oslo                   |
| 9                      | Emilie Olimstad        | 141                    | ToppVolley Norge       |
| 10                     | Ragnhild Torgersen     | 134                    | Randaberg              |

| Attacchi vincenti | Attacchi vincenti  | Attacchi vincenti | Attacchi vincenti |
| Pos.              | Nome               | Punti             | Squadra           |
| ----------------- | ------------------ | ----------------- | ----------------- |
| 1                 | Synne Kolsvik      | 180               | Koll              |
| 2                 | Hilde Elvebakk     | 164               | Førde             |
| 3                 | Ingrid Lunde       | 130               | Oslo              |
| 4                 | Kirstine Garder    | 127               | ToppVolley Norge  |
| 5                 | Mathilde Bratlie   | 126               | Koll              |
| 6                 | Henriette Andersen | 121               | Randaberg         |
| 6                 | Susann Bech        | 121               | Oslo              |
| 8                 | Emilie Olimstad    | 113               | ToppVolley Norge  |
| 9                 | Karoline Fauske    | 96                | Førde             |
| 10                | Malene Morken      | 85                | Viking            |
| 10                | Maja Sande         | 85                | OSI               |

| Muri vincenti | Muri vincenti      | Muri vincenti | Muri vincenti    |
| Pos.          | Nome               | Punti         | Squadra          |
| ------------- | ------------------ | ------------- | ---------------- |
| 1             | Ragnhild Torgersen | 36            | Randaberg        |
| 2             | Dorota Ciechnowska | 32            | Oslo             |
| 3             | Sofia Bjerke       | 31            | Tønsberg         |
| 4             | Lisa Walle         | 30            | Viking           |
| 5             | Kjersti Skåre      | 27            | OSI              |
| 6             | Oda Ulveseth       | 23            | Oslo             |
| 7             | Henriette Andersen | 21            | Randaberg        |
| 7             | Martine Kragholm   | 21            | ToppVolley Norge |
| 7             | Solveig Morken     | 21            | Viking           |
| 10            | Elisabeth Viken    | 19            | Førde            |

| Battute vincenti | Battute vincenti   | Battute vincenti | Battute vincenti |
| Pos.             | Nome               | Punti            | Squadra          |
| ---------------- | ------------------ | ---------------- | ---------------- |
| 1                | Susann Bech        | 41               | Oslo             |
| 2                | Silje Bech         | 39               | Oslo             |
| 3                | Karoline Fauske    | 37               | Førde            |
| 4                | Mathilde Bratlie   | 32               | Koll             |
| 5                | Kari Ingebretsen   | 28               | Koll             |
| 5                | Lisa Walle         | 28               | Viking           |
| 7                | Ane Askeland       | 27               | ToppVolley Norge |
| 7                | Live Fossdal       | 27               | Oslo             |
| 9                | Ragnhild Torgersen | 26               | Randaberg        |
| 10               | Malene H. Morken   | 25               | Viking           |

NB: I dati sono riferiti esclusivamente alla regular season.